# Stenellipsis gracilis
Stenellipsis gracilis là một loài bọ cánh cứng trong họ Cerambycidae.